# Кекеш (Румунія)
Кекеш (рум. Checheș) — село у повіті Тіміш в Румунії. Входить до складу комуни Секаш.
Село розташоване на відстані 376 км на північний захід від Бухареста, 43 км на схід від Тімішоари.

## Населення
За даними перепису населення 2002 року у селі проживали 7 осіб, усі — румуни. Усі жителі села рідною мовою назвали румунську.